# Mariana Ximenes
Pour les articles homonymes, voir Ximenes (homonymie).
Mariana Ximenes est une actrice brésilienne, née le 26 avril 1981 à São Paulo.

## Filmographie

### Cinéma
- 1998 : Caminho dos Sonhos (pt)
- 2001 : Dias de Nietzsche em Turim (pt)
- 2002 : O Invasor (pt) (O Invasor) : Marina
- 2003 : L'Homme de l'année (pt) (O Homem do Ano) : Gabriela
- 2004 : Uma Estrela Pra Ioiô (pt) : Ioiô
- 2005 : Gaijin - Ama-me como Sou (pt) : Weronika Muller
- 2005 : A Máquina (pt) : Karina
- 2006 : Muito Gelo e Dois Dedos D'Água (pt) : Roberta
- 2008 : A Mulher do meu Amigo (pt) : Renata
- 2009 : Bela Noite Para Voar (pt) : Princesa
- 2009 : Hotel Atlântico : Diana
- 2010 : Quincas Berro d'Água (pt) : Vanda
- 2012 : Os Penetras (pt) : Laura
- 2012 : O Gorila (pt) : Cíntia
- 2013 : O Uivo da Gaita : Antônia
- 2014-15 (8 juin 2016 en France) : Zoom (can-br, en anglais) : le mannequin Michelle (avec G Garcia-Bernal...)
- 2018 : O Grande Circo Místico

### Télévision

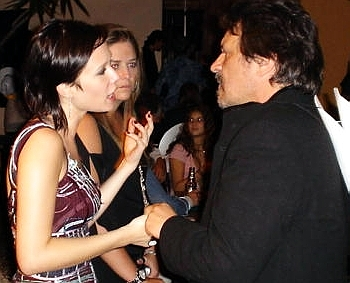
Mariana Ximenes est pleine discussion avec, en 2005

#### Rôle principal
- 2000-2001 : Uga-Uga : Bionda (telenovela)
- 2003-2004 : Chocolate com Pimenta (pt) : Ana Francisca (telenovela)
- 2004 : Histórias de Cama & Mesa (pt) (téléfilm) : Carolina
- 2005 : América (pt) : Raíssa (telenovela)
- 2006 : Cobras e Lagartos (pt) : Bel (telenovela)
- 2008-2009 : A Favorita (pt) : Lara (telenovela)
- 2010-2011 : Passione : Clara Medeiros (telenovela)
- 2012-2013 : Guerra dos Sexos : Juliana (telenovela)
- 2014 : Eu que amo Tanto (pt) : Leididai (série télévisée)
- 2015 : SuperMax (pt) : (série télévisée)

##### Rôle ponctuel ou second rôle
- 1998 : Você Decide (pt)
- 1998 : Fascinação (pt) : Emília (telenovela)
- 1999 : Andando Nas Nuvens (pt) : Celi (telenovela)
- 1999 : Força de um Desejo (pt) : Angela (telenovela)
- 2001 : A Padroeira (pt) : Izabel (telenovela)
- 2001-2002 : Brava Gente (pt) : Branca Luz (série télévisée)
- 2002 : Os Normais (pt) : Sônia (sitcom)
- 2002 : A Turma do Didi (pt) : Glorinha (série télévisée)
- 2003 : A Grande Família (pt) : Ana (série télévisée)
- 2003 : A Casa das Sete Mulheres (pt) : Rosário (série télévisée)
- 2006 : Casseta e Planeta, Urgente! (pt) : Raíssa (sitcom)
- 2006 : JK (série télévisée) (pt) : Lilian Goncalves (série télévisée)
- 2007 : Paraíso Tropical[1] (pt) : Sônia (telenovela)
- 2013-2014 : Joia Rara : Aurora (telenovela)
- 2014 : A Grande Família (pt) : Lola (série télévisée)

### Vidéofilm
- 2006 : Muita Alegria e 40 Graus de Calor

## Distinctions

### Récompenses
- Festival du cinéma de Recife 2002 : meilleure actrice pour O Invasor
- Grande Prêmio do Cinema Brasileiro 2003 : meilleure actrice pour O Invasor
- Prêmio Contigo Cinema 2007 : prix du public de la meilleure actrice pour A Máquina

### Nomination
- Prêmio Contigo Cinema 2007 : prix du jury de la meilleure actrice pour A Máquina
- Prêmio Contigo Cinema 2010 : prix du jury de la meilleure actrice pour Hotel Atlântico